# La Llesca d'Or
La Llesca d'Or és el premi al forner de Catalunya entregat per la plataforma Panàtics. En el seu origen era el premi al millor forner de la ciutat de Barcelona, per+o en 2018 es va transformar en Llesca d'Or de Catalunya com a guardó al millor de Catalunya, dins de la Ruta Espanyola del Bon Pa mitjançant tastos de producte, incloent la La Llesca d'Or als millors forners del País Valencià i de les Balears.
| Any  | Llesca d'Or de Catalunya       | Mestres forners                    |
| ---- | ------------------------------ | ---------------------------------- |
| 2014 | Fleca Balmes                   | Eduard Crespo i Almela             |
| 2016 | Forn Baltà                     | Josep Baltà                        |
| 2017 | Forn Baluard i Forn Sant Josep | Anna Bellsolà Saborido Emili Feliu |
| 2018 | Forn Turris                    | Xavier Barriga                     |
| 2019 | Forn Sistaré                   | Xavier i Tomas Sistaré             |
| 2020 |                                |                                    |
| 2021 | Més K Pa/Sabors de Torelló     | Miquel Saborit                     |
| 2022 | PapanBread                     | Roger Canela                       |